# Challenger de Como 2013
El Città di Como Challenger 2013 fue un torneo de tenis profesional que se jugó en pista dura. Se trató de la 8.ª edición del torneo que forma parte del ATP Challenger Tour 2013 . Tuvo lugar en Como, Italia entre el 24 de agosto y el 1 de septiembre de 2013.

## Jugadores participantes del cuadro de individuales

### Cabezas de serie
| País                       | Jugador             | Rank1 | Favorito |
| Bandera de España          | Pablo Carreño Busta | 76    | 1        |
| Bandera de República Checa | Jan Hájek           | 103   | 2        |
| Bandera de Rusia           | Teimuraz Gabashvili | 120   | 3        |
| Bandera de Serbia          | Dusan Lajović       | 140   | 4        |
| Bandera de Bélgica         | Steve Darcis        | 151   | 5        |
| Bandera de España          | Pere Riba           | 158   | 6        |
| Bandera de Alemania        | Simon Greul         | 162   | 7        |
| Bandera de Alemania        | Bastian Knittel     | 170   | 8        |
| -------------------------- | ------------------- | ----- | -------- |

- 1 Se ha tomado en cuenta el ranking del 19 de agosto de 2013.

### Otros participantes
Los siguientes jugadores recibieron una invitación (wild card), por lo tanto ingresan directamente al cuadro principal:
- Gianluca Naso
- Andrea Arnaboldi
- Marco Crugnola
- Alessandro Giannessi

Los siguientes jugadores ingresan al cuadro principal tras disputar el cuadro clasificatorio:
- Moritz Baumann
- Lorenzo Giustino
- Ilija Bozoljac
- Mate Pavić

## Jugadores participantes en el cuadro de dobles

### Cabezas de serie
| País                 | Jugador        | País                  | Jugador       | Rank1 | Favorito |
| Bandera de Alemania  | Dustin Brown   | Bandera de Alemania   | Philipp Marx  | 173   | 1        |
| Bandera de Australia | Rameez Junaid  | Bandera de Eslovaquia | Igor Zelenay  | 194   | 2        |
| Bandera de Alemania  | Frank Moser    | Bandera de Croacia    | Franko Škugor | 195   | 3        |
| Bandera de Croacia   | Marin Draganja | Bandera de Croacia    | Mate Pavić    | 197   | 4        |
| -------------------- | -------------- | --------------------- | ------------- | ----- | -------- |

- 1 Se ha tomado en cuenta el ranking del 19 de agosto de 2013.

## Campeones

### Individual Masculino
- Pablo Carreño Busta derrotó en la final a  Dominic Thiem por 6-2, 5-7, 6-0.

### Dobles Masculino
- Rameez Junaid /  Igor Zelenay  derrotaron en la final a  Marco Crugnola /  Stefano Ianni por 7-5, 7-62